# Свистунов Володимир Михайлович
Свистунов Володимир Михайлович (нар. 8 лютого 1941, Тихорєцьк, Краснодарський край — пом. 25 лютого 2017, Харків) — український радянський фізик, доктор фізико-математичних наук, професор, лауреат Державної премії УРСР в галузі науки і техніки (1980). Соросівський професор 

## Біографія
Народився 8 лютого 1941 у місті Тихорєцьк Краснодарського краю. У 1963 закінчив Харківський державний університет за спеціальністю «Фізика низьких температур». Ще студентом і після закінчення університету працював інженером, молодшим науковим співробітником Фізико-технічного інституту низьких температур АН УРСР. Спільно І. К. Янсоном (який був на той час аспірантом ФТІНТ) та І. М. Дмитренко (завідувач відділу ФТІНТ) вперше експериментально довів існування нестаціонарного ефекту Джозефсона. З 1965 до 2003 працював у Донецькому фізико-технічному інституті АН УРСР, де пройшов шлях від молодшого наукового співробітника до керівника відділу надпровідності. Кандидатську дисертацію «Дослідження ефектів Джозефсона в тунельних контактах на основі свинцю та олова» захистив у 1971, а докторську дисертацію на тему «Тунельні явища в сильно стиснених твердих тілах» — у 1980. У 1982 отримав звання професор. У період 1991—2003 — заступник головного редактора журналу «Фізика і техніка високих тисків». З 2003 до 2011 В. М. Свистунов працював професором, завідувачем кафедри (2004—2008) технічної кріофізики в Харківському Політехнічному інституті. Помер 25 лютого 2017, похований у Харкові.

## Наукова діяльність
Коло наукових інтересів Володимира Михайловича було пов'язане з дослідженням тунельних ефектів і ефектів Джозефсона.
Вперше виявив (спільно з І. К. Янсоном та І. М. Дмитренко) джозефсонівську НВЧ — генерацію — нестаціонарний ефект Джозефсона.
Спільно з академіком НАН України А. А. Галкіним виявлено і досліджено вплив флуктуацій різної природи на встановлення фазової когерентності через тунельні бар'єри, що стимулювало розвиток нового науково-прикладного напрямку в СРСР, Україні та за кордоном.
Вперше використав квантовий метод тунельної спектроскопії для вивчення під високим тиском надпровідних і нормальних властивостей металів.
Найбільш вагомим науковим внеском В. М. Свистунова у розв'язанні проблеми механізмів високотемпературної надпровідності є виявлення впливу високих тисків на критичний струм ВТНП- кераміки.
Під керівництвом Володимира Михайловича захищено 3 докторські та 14 кандидатських дисертацій.
Професор В. М. Свистунов є автором понад 200 наукових праць у галузі надпровідності, тунельних явищ у твердих тілах, фізики високих тисків, магнетизму. Має три авторських свідоцтва, монографію (спільно з М. Белоголовським) «Тунельна Спектроскопія» (1986 Київ, Наукова Думка), особисті статті в УФН, був редактором перекладу з англійської книги Вольфа Є. "Принципи Тунельній спектроскопії ", 1990 Київ, " Наукова Думка "
В. М. Свистунов разом з академіком А. А. Галкіним виступив ініціатором створення кафедри фізики низьких температур і фізики твердого тіла в Донецькому національному університеті.
Брав активну участь у міжнародному співробітництві з вченими Японії, США, Польщі, Словаччини, був ініціатором і керівником міжнародних симпозіумів «HTc Superconductivity & Tunneling Phenomena» (1992, 1994), членом оргкомітетів ряду міжнародних конференцій; професор / Special Visiting Professor / Researcher в університетах Бразилії, США, Японії.

## Найбільш вагомі наукові результати
1. Відкриття нестаціонарного ефекту Джозефсона : Вперше зареєстрована джозефсонівська НВЧ-генерація і виявлено вплив флуктуацій різної природи на встановлення фазової когерентності через діелектричні бар'єри, що стимулювало розвиток нового науково-прикладного напрямку в СРСР і за кордоном (ЖЭТФ, 1965, 48, с. 976 ; Письма в ЖЭТФ, 1967, 5, С.396; 1968, 8, c.521; ЖЭТФ, 1971, 60, c.651).
2. Вперше метод Тунельній спектроскопії застосований у вивченні під високим тиском надпровідних і нормальних властивостей металів: виявлені ефекти зміни енергетичної щілини та електрон фононної взаємодії (ЕФВ). Експерименти внесли основний внесок у розв'язання проблеми механізмів зміни під тиском властивостей надпровідників. (Phys. Stat. Sol .1968, 26, 1, p. K55; Phil. Mag. B, 1981, 43,1, p.75: УФН, 1987, 151, с. 31).
3. Сильно корельовані електронні системи
- Перші експериментальні докази ролі електрон — фононної взаємодії в механізмах спарювання у високотемпературних надпровідниках. (Письма в ЖЭТФ 1987, 46, 63; УФН, 1993,163,1; ЖЭТФ, 113, 4,1397 (1998); Physica B, 219, 172 (1996); JPSJ (Japan) 2000, 69, 9 2743).
- Виявлення впливу високих тисків на критичний струм кераміки визначило основу для розвитку оригінального підходу до створення токонесучих ВТНП систем з високою щільністю струму (10 4 а / см 2, Т = 77К) (ЖЭТФ 1991,100,1945; Mod. Phys. Lett. B, 1997,11,26 / 27,1133; Physica C, 303 (1998), 177);
- Виявлення ефектів магнітно — двохфазного стану локалізованих ферообластей у тунельному бар'єрі, електроміграційного механізму, електрон — фононного й електрон — магнонної взаємодій на тунельний магнітоопір (ЖЭТФ 2000, 118, с. 629; JPSJ 2001, 70, p.7; ФНТ 2002 28, 5, с. 553; ФТТ 2002 44, с. 1158; JPSJ (2003), 72, 1, p.131).

## Нагороди
1980 — Державна премія УРСР в галузі науки і техніки за видатний внесок у розв'язання проблеми механізмів зміни під тиском властивостей надпровідників
1994 — Надано почесне звання Соросівський професор.
2008 — Відзначений премією «Інтелект Харкова» ім. Л. В. Шубникова за досягнення в галузі фізики.
Нагороджений медалями «За трудову доблесть», «За доблесну працю».